# Alberto Ginastera
Alberto Evaristo Ginastera (Buenos Aires, 11 aprile 1916 – Ginevra, 25 giugno 1983) è stato un compositore argentino.

## Biografia
Ginastera nacque a Buenos Aires da padre spagnolo e madre italiana.
Studiò al conservatorio della sua città natale, dove si diplomò nel 1938. Dopo un soggiorno negli USA dal 1945 al 1947, durante il quale studiò con Aaron Copland, tornò a Buenos Aires dove fondò il Centro Latinoamericano por Altos Estudios Musicales. Ginastera fu membro di importanti associazioni e accademie musicali tra cui:
- il Consiglio Internazionale della Musica (UNESCO)
- l'Accademia Nazionale delle Belle Arti in Argentina
- la American Academy of Arts and Sciences.

Fu attivo anche come insegnante all'università di La Plata (dove fondò il locale conservatorio di arte sceniche e musica Gilardo Gilardi). Molto importante è stata la sua attività didattica, segnata dalla formazione di grandi allievi, come Alicia Terzian, Carlos Bellisomi e magari il più ricordato, Astor Piazzolla che studiò con il maestro nel 1941, con il quale però non ebbe un rapporto molto tranquillo. A Ginastera si deve anche la fondazione di diversi istituti musicali quale, oltre al già citato conservatorio di La Plata, il "Julian Aguirre" di Banfield, non lontano dalla capitale argentina.
Nel 1968, a causa della dittatura nel suo paese natale, tornò negli Stati Uniti, e dal 1970 in poi visse prevalentemente in Europa, stabilendosi in Svizzera fino alla morte avvenuta nel 1983. Le sue spoglie riposano nel Cimitero dei Re (o Plainpalais), a Ginevra (Svizzera) nello stesso luogo dove è sepolto il celebre scrittore argentino Jorge Luis Borges.

## Musica
Secondo lo stesso Ginastera, la sua opera può essere divisa in tre periodi: il "Nazionalismo Oggettivo" (dagli inizi al 1947 circa), il "Nazionalismo Soggettivo" (fino al 1958) e il "Neo-Espressionismo".

### Il Nazionalismo Oggettivo
Nel primo periodo della sua carriera Ginastera faceva largo uso di elementi della musica popolare e folkloristica argentina, inseriti comunque in un contesto di musica "colta". I modelli più importanti per Ginastera, in questo senso, furono Igor' Fëdorovič Stravinskij, Béla Bartók e Manuel de Falla. A questo periodo appartengono composizioni quali le Danze Argentine op. 2 per pianoforte e il balletto Estancia.

### Il Nazionalismo Soggettivo
Dopo il soggiorno negli USA, Ginastera cominciò a sperimentare nuove tecniche e forme, distaccandosi in parte dall'influsso della musica popolare. Tuttavia egli non abbandonò mai del tutto le tradizioni della musica argentina: elementi come i forti contrasti di ritmo e il succedersi di tensione e rilassamento permangono come segni distintivi del suo stile. Le opere più importanti di questo periodo sono la Terza Pampeana per orchestra e la Prima Sonata per pianoforte.

### Il Neo-Espressionismo
A partire dal 1950, dallo stile di Ginastera scompaiono quasi tutti gli elementi folkloristici, e anche il simbolismo che aveva caratterizzato alcune sue composizioni. Rimangono costanti alcuni elementi tipicamente argentini: ritmi marcati, adagi meditativi ispirati alla quiete delle pampa. Tra le opere più importanti dell'ultimo periodo figurano l'opera lirica Bomarzo, il Popol Vuh per orchestra ed il Secondo Concerto per violoncello e orchestra.

## L'influenza sulla musica rock
Tra gli ammiratori di Ginastera vi era il tastierista di rock progressivo Keith Emerson, che lo incontrò in Svizzera nel 1973 per fargli ascoltare il suo adattamento del quarto movimento del Primo Concerto per pianoforte. Tale adattamento, lodato dallo stesso Ginastera, fa parte dell'album Brain Salad Surgery degli Emerson, Lake & Palmer col nome di "Toccata". In un'intervista del 1993 Emerson raccontò alcuni dettagli dell'incontro avuto con Ginastera in Svizzera. Quando fece ascoltare a Ginastera la demo di "Toccata", il maestro, dopo qualche secondo di silenzio, esclamò in spagnolo "Terrible!". Emerson pensò si trattasse di una bocciatura, ma la moglie di Ginastera, accortasi del fraintendimento, volle precisare e disse: "Signor Emerson, non si preoccupi. Terrible in spagnolo non significa terribile ma è una esclamazione che significa esattamente il contrario: mio marito è entusiasta del suo arrangiamento!".

## Composizioni (selezionate)
Oltre alle composizioni seguenti, Ginastera ha scritto anche musiche per film e rappresentazioni teatrali.

### Opere liriche
- Barabba, op.
- Don Rodrigo, op. 31 (1963-64)
- Bomarzo, op. 34, censurato in Argentina nel 1967 fino al 1972 per oscenità
- Beatrix Cenci, op. 38, opera in 2 atti e 14 quadri, libretto spagnolo di William Shand e Alberto Girri, première nel 1971 per l'inaugurazione del John F. Kennedy Center's Opera House di Washington diretta da Julius Rudel con Justino Díaz

### Balletti
- Estancia, op. 8 (1941)
- Panambi, op. 1 (1934-37)

### Musica orchestrale e Concerti
- Iubilum ("Celebracion Sinfonica"), op. 51 (1979-80)
- Popol Vuh, op. 44 (1975-83, incompleto)
- Estudios Sinfonicos, op. 35 (1967)
- Variaciones Concertantes per orchestra, op. 23 (1953)
- Obertura para el "Fausto Criollo", op. 9 (1943)
- Glosses sobre temes de Pau Casals, per orchestra d'archi, op. 46 (1976), per grande orchestra, op. 48 (1976-77)
- 2 Concerti per violoncello, op. 36 (1968), op. 50 (1980-81)
- 2 Concerti per pianoforte, op. 28 (1961), op. 39 (1972)
- Concerto per arpa, op. 25 (1956-65)
- Concerto per violino, op. 30 (1963)
- Concerto per corde, op. 33 (1966)

### Musica da camera
- 3 Pampeanas (n. 1 per violino e pianoforte, n. 2 per violoncello e pianoforte, n. 3 per orchestra)
- 3 Quartetti per archi
- Quintetto per pianoforte e archi (1963 al Teatro La Fenice di Venezia)
- Sonata per chitarra
- Duo per flauto e oboe

### Musica per pianoforte
- Danzas Argentinas op. 2
- Tres Piezas op. 6
- Malambo op. 7
- Doce preludios americanos op. 12
- Suite de danzas criollas op. 15
- Rondó sobre temas infantiles argentinos op. 19
- Sonata para piano no. 1 op. 22
- Sonata para piano no. 2 op. 53
- Sonata para piano no. 3 op. 54
- Piezas infantiles (1934)
- Milonga per pianoforte
- Pequeña Danza per pianoforte
- Danzas argentinas para los niños
- Toccata per pianoforte (1970)
Adattamento della "Toccata per organo" di Domenico Zipoli.

### Musica per chitarra
- Sonata op. 47 (1976)

### Musica vocale e corale
- Cinco canciones populares argentinas per voce e pianoforte
- Las Horas de una Estancia, ciclo di canzoni per voce e pianoforte
- 3 Cantate Drammatiche (n. 1 Para América Mágica, n. 2 Bomarzo, n. 3 Milena)
- Turbae ad passionem gregorianam per coro e orchestra
- Hieremiae Prophetae Lamentationes (lamentazioni di Geremia) per coro a cappella

## Filmografia
- Malambo, regia di Alberto De Zavalia (1942)
- Rosa de América, regia di Alberto De Zavalia (1946)
- Nace la libertad, regia di Julio Saraceni (1949)
- El puente, regia di Carlos Gorostiza (1950)
- L'oro dei barbari (Facundo, el tigre de los llanos), regia di Miguel P. Tato  (1952)
- Caballito criollo, regia di Ralph Pappier (1953)
- Su seguro servidor, regia di Edgardo Togni (1954)
- Los maridos de mamá, regia di Edgardo Togni (1956)
- Enigma de mujer, regia di Enrique Cahen Salaberry (1956)
- Livets vår, regia di Arne Mattsson (1958)
- Hay que bañar al nene, regia di Edgardo Togni (1958)
- Goitia, regia di Olga Caceres (1980)
- Dulce patria, regia di Andrés Racz (1984)
- Zimmer 36, regia di Markus Fischer (1988)